# Недашюц

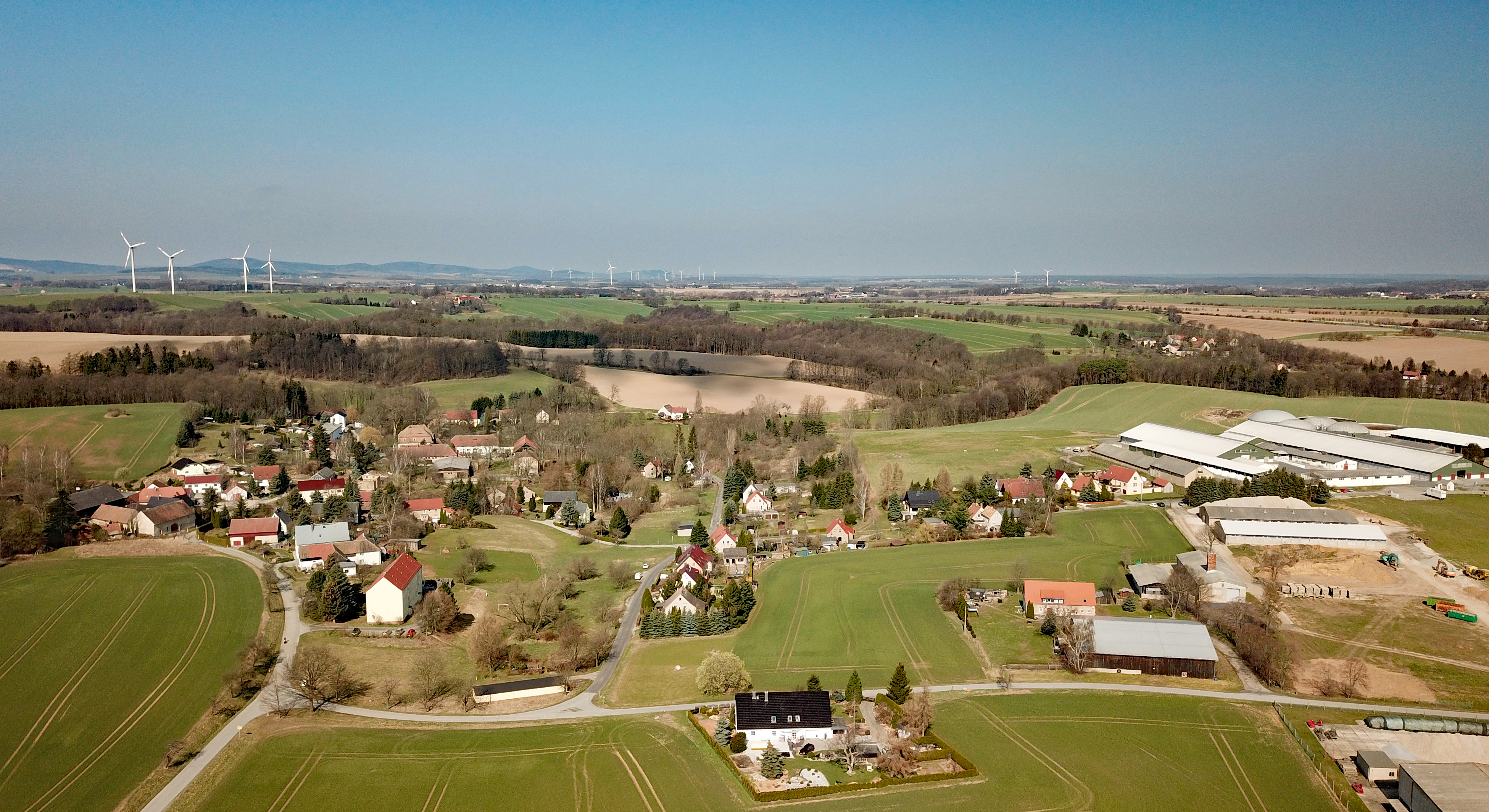

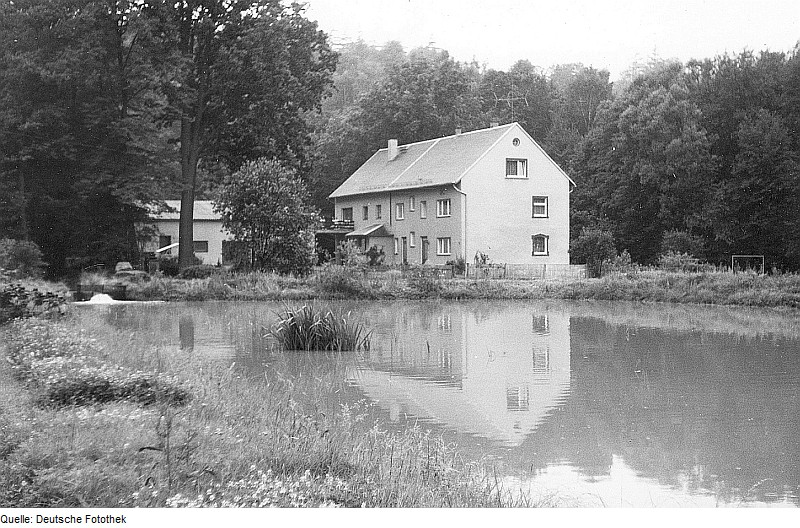
Мельница

Не́дашюц или Не́здашецы (нем. Nedaschütz; в.-луж. Njezdašecyо файле) — деревня в Верхней Лужице, Германия. Входит в состав коммуны Гёда района Баутцен в земле Саксония. Подчиняется административному округу Дрезден.

## География
Находится на берегу реки Шварцвассер (Чорница) около одиннадцати километров западнее Будишина и около трёх километров на северо-запад от административного центра коммуны Гёда.
Соседние деревни: на севере — деревни Кобленц и Бечицы, на востоке — деревня Дарин, на юге — деревня Мала-Прага, на юго-западе — деревня Лютыйецы и на западе — деревня Добранецы.

## История
Деревня имеет древнеславянскую круговую форму построения жилых домов. Впервые упоминается в 1317 году под наименованием Johannes de Nedaswicz.
С 1936 по 1994 года входила в состав коммуны Кобленц. С 1994 года входит в современную коммуну Гёда.
В настоящее время деревня входит в состав культурно-территориальной автономии «Лужицкая поселенческая область», на территории которой действуют законодательные акты земель Саксонии и Бранденбурга, содействующие сохранению лужицких языков и культуры лужичан.
Исторические немецкие наименования
Johannes de Nedaswicz, 1317
- Nedeschwicz, 1377
- Nedaswicz, 1387
- Nedisschwicz, 1430
- Nedeschwitz, 1488
- Nedeschiz, 1544
- Nedeschwitz, 1559
- Nödaschütz, 1768
- Nedaschütz, 1791

## Население
Официальным языком в населённом пункте, помимо немецкого, является также верхнелужицкий язык.
Согласно статистическому сочинению «Dodawki k statisticy a etnografiji łužickich Serbow» Арношта Муки в 1884 году проживало 201 человек (из них — 181 серболужичанин (90 %)).
| 1834 | 1871 | 1890 | 1910 | 1925 | 2011 | 2016 |
| ---- | ---- | ---- | ---- | ---- | ---- | ---- |
| 147  | 208  | 190  | 217  | 246  | 170  | 160  |

## Достопримечательности
Памятники культуры и истории земли Саксония
- Усадьба, дома 1, 1e, 1f, 1g, 1h, 1i; 1600—1699 года (№ 09303162)
- Господский дом, дома 1, 1e, 1f, 1g, 1h, 1i; 1600—1699 года (№ 09251423)
- Жилое здание, д. 22; XIX век (№ 09251426)
- Wohnstallhaus, д. 24а; 1893 год (№ 09251425)

## Известные жители и уроженцы
- Фидлер, Корла Август (1835—1917) — серболужицкий педагог, музыкант, переводчик, поэт, редактор и общественный деятель.